# Bornstedt (Börde)
Bornstedt è una frazione (Ortsteil) del comune tedesco di Hohe Börde, situato nel circondario di Börde, nel land della Sassonia-Anhalt.
Fino al 30 agosto 2010 Bornstedt era un comune autonomo, dal 1º settembre 2010 è stato incorporato nel comune di Hohe Börde.